# Phyllophaga flavidopilosa
Phyllophaga flavidopilosa är en skalbaggsart som beskrevs av Moser 1921. Phyllophaga flavidopilosa ingår i släktet Phyllophaga och familjen Melolonthidae. Inga underarter finns listade i Catalogue of Life.